# Мужская сборная Польши по волейболу
Мужская сборная команда Польши по волейболу (пол. Reprezentacja Polski w piłce siatkowej mężczyzn) — национальная команда, представляющая Польшу на международных соревнованиях по волейболу. Управляется Польским волейбольным союзом (PZPS).

## История
Первым матчем мужской сборной Польши считается игра, проведённая в Варшаве 28 февраля 1948 года со сборной Чехословакии, завершившаяся победой гостей со счётом 3:2. Официальный международный дебют состоялся в 1949 году на I чемпионате мира в Праге, где польская команда заняла 4-е место.
На протяжении долгого времени поляки входили в элиту мирового волейбола, но при этом уступали места на пьедесталах крупнейших турниров командам СССР, Чехословакии, Румынии, Японии. В 1967 году в Стамбуле польская сборная впервые стала призёром чемпионата Европы, но настоящий прорыв произошёл в первой половине 1970-х годов, когда команду возглавил Хуберт Вагнер.
«Хуберт Вагнер сумел создать из игроков отнюдь не суператлетического склада команду умную, с характером неуступчивым, всегда загадывающую противной стороне замысловатые тактические загадки»,— так отзывался о сборной Польши советский тренер Вячеслав Платонов. Под руководством Вагнера польские волейболисты последовательно выиграли чемпионат мира 1974 года и Олимпийские игры в Монреале-1976. Кроме этого, в период с 1975 по 1983 год Польша пять раз подряд становилась серебряным призёром чемпионатов Европы, каждый раз проигрывая первенство сборной СССР.
Самый титулованный игрок в истории польского волейбола нападающий Томаш Вуйтович (чемпион мира, Олимпиады и четырёхкратный серебряный призёр чемпионатов Европы) и его партнёры по сборной 1970-х — Станислав Госьциняк и Эдвард Скорек — приняты в Волейбольный зал славы в Холиоке. В 2010 году в Зал славы посмертно включён Хуберт Вагнер.

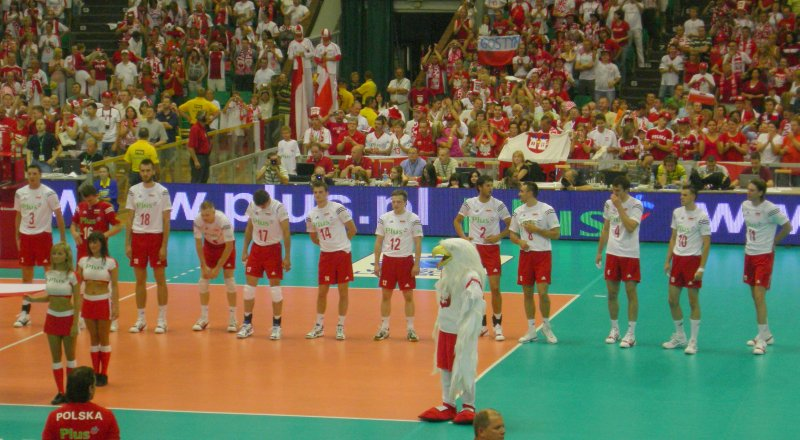
Сборная Польши перед матчем Мировой лиги-2008. Слева направо: Пётр Грушка, Кшиштоф Игначак, Марцин Можджонек, Павел Загумный, Михал Бонкевич, Кшиштоф Герчиньский, Павел Войцкий, Михал Винярский, Марцин Вика, Даниэль Плиньский, Мариуш Влязлый, Лукаш Кадзевич

Уйдя в тень конце 1980-х годов, Польша вновь напомнила о себе волейбольному миру в 1997 году, когда молодёжная сборная этой страны в Манаме стала победителем мирового первенства. Игроки той команды — Павел Загумный, Давид Мурек, Пётр Грушка, Себастьян Свидерский, Кшиштоф Игначак — вскоре стали лидерами национальной сборной Польши. Спустя 6 лет в Тегеране аналогичного успеха добилась «молодёжка», цвета которой защищали Михал Винярский, Мариуш Влязлый, Павел Войцкий. Обладавшая сильным, сбалансированным составом, сборная Польши на рубеже веков тем не менее играла нестабильно и главной причиной, мешавшей ей давать результат, являлась частая смена тренеров.
Дольше всех в начале XXI века в должности главного тренера продержался аргентинский специалист Рауль Лосано. В 2006 году под его руководством сборная Польши стала серебряным призёром чемпионата мира в Японии. Однако неудачное в плане итогового результата выступление на Олимпийских играх в Пекине привело к тому, что место Лосано на тренерском мостике в начале 2009 года занял его соотечественник Даниэль Кастельяни, в прошлом капитан сборной Аргентины, выигравшей бронзовые медали на Олимпиаде-1988.
В первый же сезон работы со сборной Кастельяни привёл её к победе на чемпионате Европы в Турции, но спустя год, после завершения чемпионата мира, на котором поляки не смогли выйти в третий групповой этап и заняли в итоге 13-е место, руководство Польского волейбольного союза приняло решение освободить аргентинского специалиста от занимаемой должности. Новым тренером сборной Польши стал Андреа Анастази, работавший до этого с командой Италии.
В 2011 году сборная Польши стала призёром всех официальных соревнований сезона, заняв 3-е место на турнире Мировой лиги и на чемпионате Европы, 2-е место в розыгрыше Кубке мира. В 2012 году Польша впервые выиграла Мировую лигу, но на Олимпийских играх в Лондоне, также как и на двух предыдущих Олимпиадах, не смогла выйти в полуфинал и побороться за медали. Неожиданное поражение в матче группового этапа от сборной Австралии привело к потере первого места в группе и к выходу в четвертьфинал на сборную России, которой польская команда проиграла со счётом 0:3.
В 2013 году сборная Польши неудачно выступила на Мировой лиге и чемпионате Европы, что привело к отставке Андреа Анастази. Новым тренером поляков стал француз Стефан Антига, который на момент своего назначения ещё являлся действующим волейболистом, доигровщиком «Скры» из Белхатува. В сентябре 2014 года сборная Польши выиграла впервые проходивший в этой стране чемпионат мира, однако на олимпийском турнире в Рио-2016 «бело-красные» вновь не смогли преодолеть четвертьфинальный барьер. В 2017 году под руководством итальянца Фердинандо де Джорджи поляки провалили домашний чемпионат Европы, проиграв в первом раунде плей-офф сборной Словении.
В феврале 2018 года сборную Польши возглавил бельгийский тренер Витал Хейнен. Под его руководством команда защитила звание чемпиона мира — в финале турнира, проходившего в Италии и Болгарии, поляки, как и четыре года назад, взяли верх над бразильцами. Двукратными чемпионами мира стали Фабьян Джизга, Михал Кубяк, Пётр Новаковский и Павел Заторский. С 2019 года за сборную Польши начал выступать натурализованный кубинец Вильфредо Леон. Несмотря на такое усиление, польская команда не добилась успеха на Олимпийских играх в Токио, в пятый раз подряд проиграв олимпийский четвертьфинал. В начале 2022 года новым главным сборной стал серб Никола Грбич. Под его руководством поляки в 2023 году выиграли Лигу наций и чемпионат Европы, а годом позже прервали неудачную серию выступлений на Олимпиадах и стали серебряными призёрами Игр в Париже. 

## Вершины сборной Польши

### Чемпионат мира-1974
Мировое первенство 1974 года представляло собой настоящий марафон — в течение 17 дней команды должны были провести по одиннадцать матчей: три на предварительном этапе, три на полуфинальном и пять в финальной группе. К последней игре со сборной Японии поляки подошли, не имея поражений, в том числе дважды за турнир ими были обыграны сильные сборные СССР и ГДР, впервые в рамках чемпионатов мира «бело-красные» праздновали победу над командой Чехословакии. Поражение от японцев сделало бы чемпионом сборную СССР, но поляки смогли одержали очень трудную и красивую победу. Достаточно сказать, что в четвёртом сете они вели 14:5 и были в шаге от золота, но позволили сопернику не только сравнять счёт, но и выйти вперёд — 15:14. При счёте 15:15 последовали две атаки в аут японского нападающего, и матч завершился победой подопечных Вагнера — 3:1 (13:15, 15:7, 15:11, 17:15).
28 октября 1974 года в Мехико чемпионами мира стали Рышард Босек, Веслав Чая, Веслав Гавловский, Станислав Госьциняк, Марек Карбаж, Мирослав Рыбачевский, Влодзимеж Садальский, Александр Скиба, Эдвард Скорек, Влодзимеж Стефаньский, Томаш Вуйтович и Збигнев Зажицкий. Станислав Госьциняк был признан лучшим игроком чемпионата мира. Эта победа гарантировала команде участие на Олимпийских играх в Монреале.

### Олимпийские игры-1976
В Монреаль поехали девять чемпионов мира: Гавловский, Босек, Зажицкий, Скорек, Вуйтович, Садальский, Стефаньский, Карбаж и Рыбачевский, вице-чемпионы Европы Збигнев Любеевский и Лех Ласко, а также Бронислав Бебель.
В финале Олимпиады ожидаемо встретились сборные Польши и СССР, подарившие зрителям захватывающий пятисетовый спектакль с драматичной развязкой. После первых четырёх партий матча Польша — СССР счёт был равным — 11:15, 15:13, 12:15, 19:17. В решающей партии команда СССР повела со счётом 4:0, поляки выравняли положение и вышли вперёд — 7:5, затем проиграли два очка — 7:7, но завершили решающую партию мощным рывком — 15:7. 30 июля 1976 года навсегда вошло в историю польского спорта.
Возможность взять реванш сборной СССР не предоставилась, хотя если бы не травма Томаша Вуйтовича Польша и СССР могли бы сойтись в финале Олимпиады-1980 в Москве. Лос-Анджелес-1984 обе страны бойкотировали, а на Игры 1988 и 1992 годов сборная Польши отобраться не смогла.

### Чемпионат мира-2006

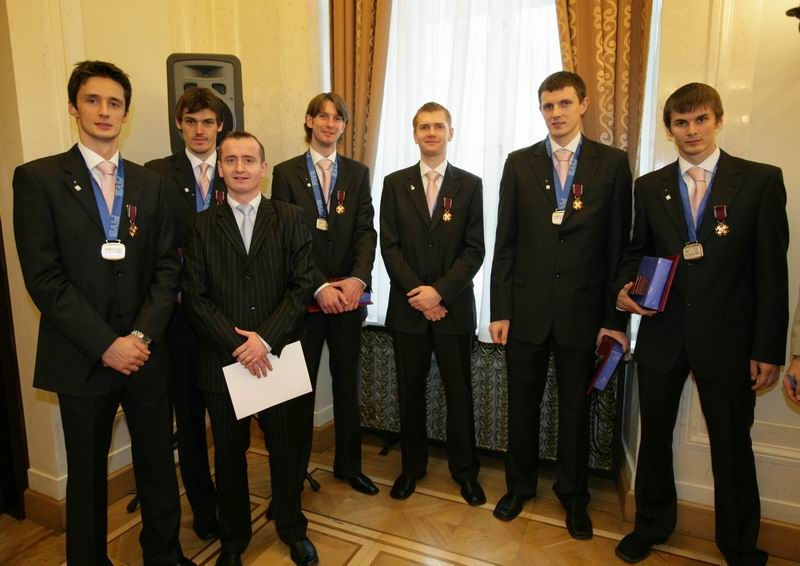
Вице-чемпионы мира-2006 Лукаш Жигадло, Даниэль Плиньский, Лукаш Кадзевич, Павел Загумный, Войцех Гжиб и Михал Бонкевич в Президентском дворце Варшавы

Спустя 32 года сборная Польши вновь заняла место на пьедестале почёта мирового первенства. Ключевой матч турнира был сыгран ею 28 октября в Сендае — против сборной России. От этой игры зависело, какая из этих команд выйдет в полуфинал, поскольку одну из путёвок забронировала сборная Сербии и Черногории. Вчистую проиграв россиянам первые две партии, подопечные Рауля Лосано смогли перевернуть ход неудачно складывавшегося матча и выиграть его, причём главными героями встречи стали игроки, начавшие встречу на скамейке запасных — Гжегож Шиманьский и Пётр Грушка.
Победив затем лидировавшую в группе сборную Сербии и Черногории, а в полуфинале взяв верх над Болгарией, поляки вышли в финал, где встретились со сборной Бразилии. Интриги в этом матче не было. Сильнейшая сборная мира победила с подавляющим преимуществом, а её тренер Бернардиньо за весь матч взял только один тайм-аут — во втором сете, когда поляки повели в счёте 6:3.
На церемонию награждения вице-чемпионы мира вышли в одинаковых майках с номером «16» — в память о своём товарище Аркадиуше Голасе, погибшем в автокатастрофе в сентябре 2005 года.

### Чемпионат Европы-2009

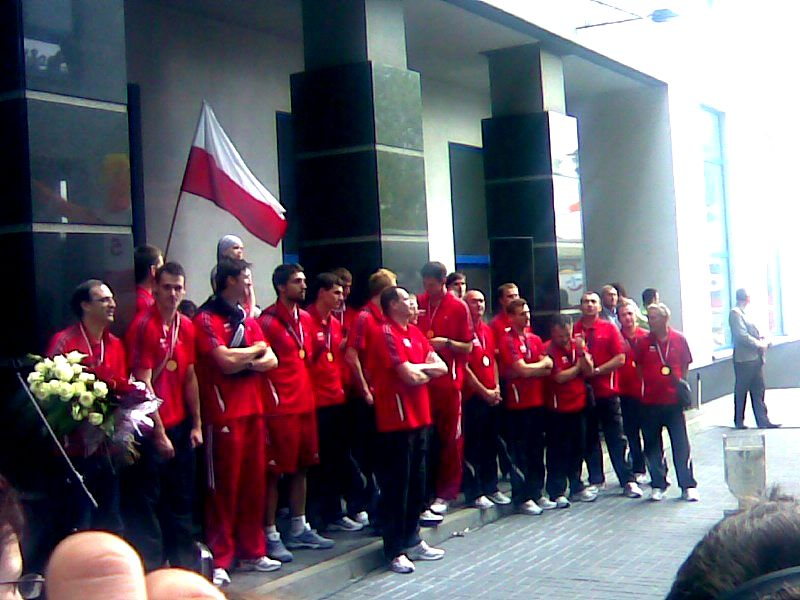
Польские волейболисты — чемпионы Европы 2009 года

Традиционно входящая в число фаворитов любого турнира, сборная Польши в этот раз таковым не считалась. Немалых трудов стоило сборной, в то время ещё возглавляемой Раулем Лосано, отобраться в финальную стадию: в своей отборочной группе Польша пропустила вперёд себя Эстонию и вынуждена была играть стыковые матчи с Бельгией, которые едва не завершились сенсацией. Обменявшись с бельгийцами пятисетовыми победами, поляки только благодаря лучшему соотношению очков по сумме двух матчей вошли в число 16 финалистов континентального первенства.
При новом тренере Даниэле Кастельяни сборная Польши невыразительно выступила на Мировой лиге и до старта Евро-2009 лишилась нескольких ключевых игроков. Из-за травмы в Турцию не смог поехать основной диагональный Мариуш Влязлый, а из трёх опытных доигровщиков — Михала Винярского, Себастьяна Свидерского и Михала Бонкевича, на первенство Европы отправился только последний.
Вместо Влязлого отлично проявил себя Пётр Грушка, признанный самым ценным игроком чемпионата. Ещё один индивидуальный приз достался связующему Павлу Загумному. Открытиями чемпионата стали молодые игроки Бартош Курек (самый результативный игрок польской команды на этом турнире) и Якуб Ярош, удачно заменявший Петра Грушку. Традиционно сильно выглядели польские блокирующие Даниэль Плиньский и Марцин Можджонек, надёжно играли в защите Михал Бонкевич, Михал Руцяк и либеро Пётр Гацек. Чемпионами Европы также стали молодые волейболисты Пётр Новаковский, Збигнев Бартман, второй связующий Павел Войцкий и запасные Марцел Громадовский и Кшиштоф Игначак. В финале сборная Польши обыграла команду Франции — 3:1 (29:27, 25:21, 16:25, 26:24).

### Мировая лига-2012

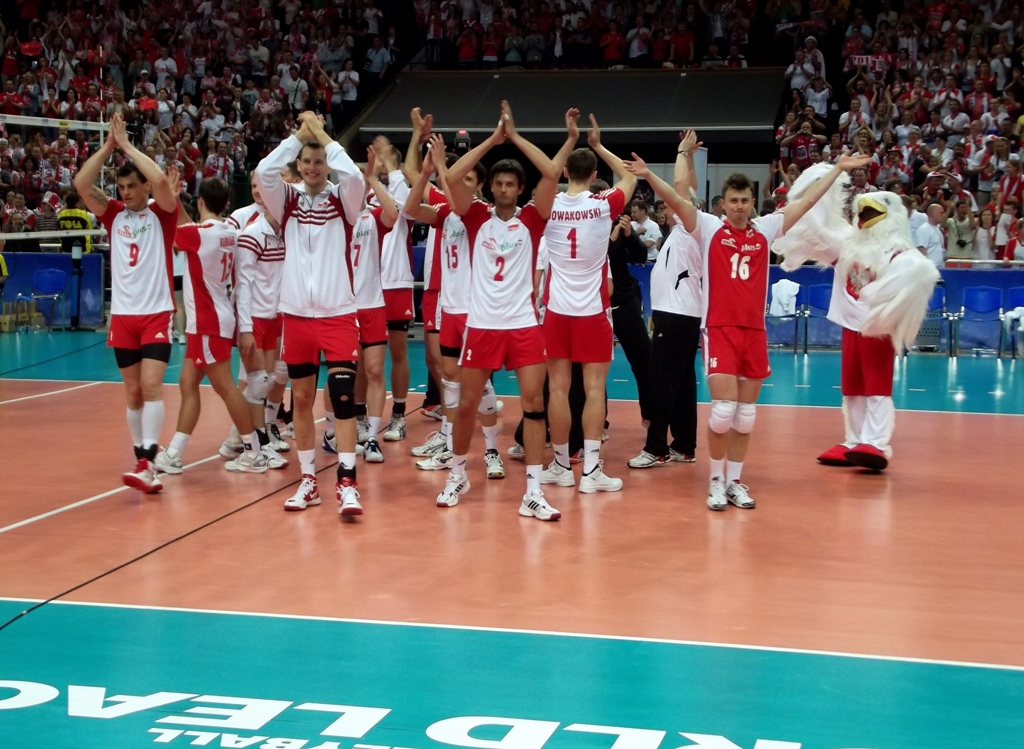
3 июня 2012 года. Катовице. Интерконтинентальный раунд Мировой лиги. Игроки сборной Польши после победы над бразильцами

Право участвовать в самом престижном коммерческом турнире национальных сборных польской команде было предоставлено в 1998 году, после исключения из Мировой лиги команды Китая. В заявку сборной Польши вошли 11 из 12 волейболистов, выигравших годом ранее молодёжный чемпионат мира в Манаме, а возглавил её прежний тренер «молодёжки» Иренеуш Мазур. В дебютном матче, состоявшемся в Липецке 15 мая 1998 года, поляки, проигрывая сборной России со счётом 0:2 по партиям и 0:7 в третьем сете, вырвали победу — 3:2.
Участником финального турнира Мировой лиги сборная Польши впервые стала в 2001 году благодаря тому, что «Финал восьми» проходил в Катовицах. В 2002 году сборная Польши великолепно выступила на интерконтинентальном раунде, выиграв все домашние матчи и одержав сенсационную победу со счётом 3:0 в выездном матче с бразильцами, но на финальном турнире, как и годом ранее, не смогла выйти в плей-офф. В 2005 году в Белграде и в 2007 году в Катовицах Польша была близка к завоеванию медалей Мировой лиги, но проигрывала в матчах за третье место сборным Кубы и США соответственно.
В 2011 году финальный турнир Мировой лиги снова проходил в Польше и национальная команда под руководством итальянца Андреа Анастази впервые стала бронзовым призёром. В том же году поляки заняли места на пьедесталах почёта чемпионата Европы и Кубка мира, а в 2012 году продолжили собирать медали, впервые выиграв турнир Мировой лиги.
В рамках интерконтинентального раунда «бело-красные» выиграли три из четырёх матчей у главного соперника по группе — сборной Бразилии — и с первого места вышли в финальный турнир. В Софии команда Андреа Анастази снова оказалась сильнее бразильцев — 3:2, лишив самую титулованную команду начала XXI века возможности сыграть в полуфинале. После этого были одержаны победы в трёх сетах над Кубой, Болгарией и США. Победителями Мировой лиги стали Збигнев Бартман, Михал Винярский, Павел Загумный, Гжегож Косок, Михал Кубяк, Бартош Курек, Лукаш Жигадло, Кшиштоф Игначак, Марцин Можджонек, Пётр Новаковский, Михал Руцяк и Якуб Ярош. Сборная Польши смогла одержать победу, несмотря на травму своего капитана Марцина Можджонека, полученную им в первой партии финального матча. Призом самому ценному игроку был награждён Бартош Курек. Все 12 волейболистов, участвовавших в составе сборной Польши в финальном турнире Мировой лиги, вошли в заявку на Олимпийские игры в Лондоне.

### Чемпионат мира-2014
Начавший работать со сборной в 2014 году француз Стефан Антига принял несколько неординарных кадровых решений, главным из которых стало невнесение в заявку на чемпионат мира Бартоша Курека — основного доигровщика сборной предыдущих пяти сезонов. Несколько ярких матчей более молодого Матеуша Мики в рамках предшествующей мундиалю Мировой лиги определили выбор тренера в пользу этого игрока. Антига вернул в сборную диагонального Мариуша Влязлого, не выступавшего за «бело-красных» с 2010 года, и опытнейшего связующего Павла Загумного. В карьере обоих волейболистов этот чемпионат стал последним турниром за сборную. Капитанские функции в 2014 году выполнял Михал Винярский, игравший на чемпионате с травмой спины.
Впервые принимавшая чемпионат мира Польша сразу отметилась рекордом: матч открытия с участием хозяев и сборной Сербии прошёл на Национальном стадионе в Варшаве — одной из арен футбольного Евро-2012, и собрал 61 500 зрителей. Неистово поддерживаемые болельщиками польские волейболисты без проблем преодолели первый групповой этап, а на втором проиграли только сборной США. По результатам жеребьёвки соперниками поляков по третьему этапу стали сборные Бразилии и России, и в этой группе Польша смогла занять первое место, одержав победы со счётом 3:2. В полуфинале поляки в четырёх партиях победили сборную Германии, а в финале во второй раз за турнир переиграли бразильцев — 3:1 (18:25, 25:22, 25:23, 25:22). Самым результативным игроком и MVP чемпионата стал Мариуш Влязлый.

### Чемпионат мира-2018
На чемпионате мира в Италии и Болгарии сборная Польши защитила добытый четыре года назад титул. Под руководством Витала Хейнена команда выиграла 5 из 5 матчей первого этапа, но следующую стадию начала с двух поражений подряд, важной причиной которых стало временное отсутствие в составе приболевшего капитана Михала Кубяка. Благодаря ранее набранным очкам и победе в заключительной игре второго этапа над немотивированной сборной Сербии Польша стала участником «Финала шести». В его рамках подопечные Хейнена вновь обыграли сербов и уступили на тай-брейке итальянцам, что позволило выйти в полуфинал.
В полуфинале поляки одержали волевую победу над сборной США, отыгравшись со счёта 1:2 по партиям, а в решающем матче, как и на прошлом чемпионате мира, победили сборную Бразилии — 3:0 (28:26, 25:20, 25:23). Самым ценным и самым результативным игроком чемпионата стал Бартош Курек. Индивидуальные призы также получили завоевавшие своё второе золото на чемпионатах мира блокирующий Пётр Новаковский, доигровщик Михал Кубяк и либеро Павел Заторский. Вместе с ними в стартовом составе сборной в большинстве матчей играли связующий Фабьян Джизга (также двукратный чемпион мира), блокирующий Матеуш Бенек и доигровщик Артур Шальпук.

## Результаты выступлений

### Олимпийские игры
| \| Год \| И \| В \| П \| С/П \| Место \| \| ----- \| -- \| -- \| -- \| ------- \| ----- \| \| 1968 \| 9 \| 6 \| 3 \| 18:11 \| 5-е \| \| 1972 \| 6 \| 2 \| 4 \| 11:12 \| 9-е \| \| 1976 \| 6 \| 6 \| 0 \| 18:9 \| 1-е \| \| 1980 \| 6 \| 3 \| 3 \| 12:11 \| 4-е \| \| 1996 \| 5 \| 0 \| 5 \| 1:15 \| 11-е \| \| 2004 \| 6 \| 3 \| 3 \| 10:12 \| 5-е \| \| 2008 \| 6 \| 4 \| 2 \| 14:9 \| 5-е \| \| 2012 \| 6 \| 3 \| 3 \| 11:10 \| 5-е \| \| 2016 \| 6 \| 4 \| 2 \| 14:8 \| 5-е \| \| 2020 \| 6 \| 4 \| 2 \| 16:7 \| 5-е \| \| 2024 \| 6 \| 4 \| 2 \| 13:11 \| 2-е \| \| Всего \| 68 \| 39 \| 29 \| 138:115 \| \| |    | 1976: Бронислав Бебель, Рышард Босек, Томаш Вуйтович, Веслав Гавловский, Збигнев Зажицкий, Марек Карбаж, Лех Ласко, Збигнев Любеевский, Мирослав Рыбачевский, Влодзимеж Садальский, Эдвард Скорек, Влодзимеж Стефаньский. Главный тренер — Хуберт Вагнер. · 2008: Марцин Вика, Михал Винярский, Мариуш Влязлый, Павел Войцкий, Кшиштоф Герчиньский, Пётр Грушка, Павел Загумный, Кшиштоф Игначак, Лукаш Кадзевич, Марцин Можджонек, Даниэль Плиньский, Себастьян Свидерский. Главный тренер — Рауль Лосано. · 2012: Збигнев Бартман, Михал Винярский, Лукаш Жигадло, Павел Загумный, Кшиштоф Игначак, Михал Кубяк, Бартош Курек, Гжегож Косок, Марцин Можджонек, Пётр Новаковский, Михал Руцяк, Якуб Ярош. Главный тренер — Андреа Анастази. · 2016: Бартош Беднож, Матеуш Бенек, Рафал Бушек, Фабьян Джизга, Павел Заторский, Кароль Клос, Давид Конарский, Михал Кубяк, Бартош Курек, Гжегож Ломач, Матеуш Мика, Пётр Новаковский. Главный тренер — Стефан Антига. · 2020: Матеуш Бенек, Фабьян Джизга, Павел Заторский, Лукаш Качмарек, Якуб Кохановский, Михал Кубяк, Бартош Курек, Вильфредо Леон, Гжегож Ломач, Пётр Новаковский, Камиль Семенюк, Александр Сливка. Главный тренер — Витал Хейнен. · 2024: Матеуш Бенек, Бартломей Болондзь, Павел Заторский, Лукаш Качмарек, Якуб Кохановский, Бартош Курек, Вильфредо Леон, Гжегож Ломач, Камиль Семенюк, Александер Сливка, Томаш Форналь, Норберт Хубер, Марцин Януш. Главный тренер — Никола Грбич. |    |         |       |
| Год | И  | В | П  | С/П     | Место |
| 1968 | 9  | 6 | 3  | 18:11   | 5-е   |
| 1972 | 6  | 2 | 4  | 11:12   | 9-е   |
| 1976 | 6  | 6 | 0  | 18:9    | 1-е   |
| 1980 | 6  | 3 | 3  | 12:11   | 4-е   |
| 1996 | 5  | 0 | 5  | 1:15    | 11-е  |
| 2004 | 6  | 3 | 3  | 10:12   | 5-е   |
| 2008 | 6  | 4 | 2  | 14:9    | 5-е   |
| 2012 | 6  | 3 | 3  | 11:10   | 5-е   |
| 2016 | 6  | 4 | 2  | 14:8    | 5-е   |
| 2020 | 6  | 4 | 2  | 16:7    | 5-е   |
| 2024 | 6  | 4 | 2  | 13:11   | 2-е   |
| Всего | 68 | 39 | 29 | 138:115 |       |

### Чемпионаты мира
| \| Год \| И \| В \| П \| С/П \| Место \| \| ----- \| --- \| --- \| -- \| ------- \| ----- \| \| 1949 \| 7 \| 3 \| 4 \| 11:14 \| 4-е \| \| 1952 \| 7 \| 5 \| 2 \| 17:6 \| 7-е \| \| 1956 \| 10 \| 7 \| 3 \| 23:11 \| 4-е \| \| 1960 \| 10 \| 7 \| 3 \| 24:14 \| 4-е \| \| 1962 \| 11 \| 5 \| 6 \| 23:19 \| 6-е \| \| 1966 \| 10 \| 6 \| 4 \| 22:18 \| 6-е \| \| 1970 \| 11 \| 7 \| 4 \| 24:21 \| 5-е \| \| 1974 \| 11 \| 11 \| 0 \| 33:10 \| 1-е \| \| 1978 \| 9 \| 5 \| 4 \| 18:16 \| 8-е \| \| 1982 \| 9 \| 5 \| 4 \| 17:14 \| 6-е \| \| 1986 \| 8 \| 4 \| 4 \| 15:12 \| 9-е \| \| 1998 \| 3 \| 1 \| 2 \| 4:6 \| 17-е \| \| 2002 \| 6 \| 4 \| 2 \| 15:10 \| 9-е \| \| 2006 \| 11 \| 10 \| 1 \| 30:6 \| 2-е \| \| 2010 \| 5 \| 3 \| 2 \| 9:9 \| 13-е \| \| 2014 \| 13 \| 12 \| 1 \| 37:15 \| 1-е \| \| 2018 \| 12 \| 9 \| 3 \| 32:14 \| 1-е \| \| 2022 \| 7 \| 6 \| 1 \| 19:8 \| 2-е \| \| Всего \| 160 \| 110 \| 50 \| 373:223 \| \| |     | 1974: Рышард Босек, Томаш Вуйтович, Веслав Гавловский, Станислав Госьциняк, Збигнев Зажицкий, Марек Карбаж, Мирослав Рыбачевский, Влодзимеж Садальский, Александр Скиба, Эдвард Скорек, Влодзимеж Стефаньский, Веслав Чая. Главный тренер — Хуберт Вагнер. · 2006: Михал Бонкевич, Михал Винярский, Мариуш Влязлый, Пётр Гацек, Войцех Гжиб, Пётр Грушка, Лукаш Жигадло, Павел Загумный, Лукаш Кадзевич, Даниэль Плиньский, Себастьян Свидерский, Гжегож Шиманьский. Главный тренер — Рауль Лосано. · 2014: Рафал Бушек, Михал Винярский, Мариуш Влязлый, Анджей Врона, Фабьян Джизга, Павел Загумный, Павел Заторский, Кшиштоф Игначак, Кароль Клос, Давид Конарский, Михал Кубяк, Матеуш Мика, Марцин Можджонек, Пётр Новаковский. Главный тренер — Стефан Антига. · 2018: Матеуш Бенек, Дамьян Войташек, Фабьян Джизга, Павел Заторский, Бартош Кволек, Давид Конарский, Якуб Кохановский, Михал Кубяк, Бартош Курек, Гжегож Ломач, Пётр Новаковский, Александр Сливка, Артур Шальпук, Дамьян Шульц. Главный тренер — Витал Хейнен. · 2022: Матеуш Бенек, Павел Заторский, Лукаш Качмарек, Бартош Кволек, Кароль Клос, Якуб Кохановский, Бартош Курек, Гжегож Ломач, Якуб Попивчак, Матеуш Поремба, Камиль Семенюк, Александер Сливка, Томаш Форналь, Марцин Януш. Главный тренер — Никола Грбич. |    |         |       |
| Год | И   | В | П  | С/П     | Место |
| 1949 | 7   | 3 | 4  | 11:14   | 4-е   |
| 1952 | 7   | 5 | 2  | 17:6    | 7-е   |
| 1956 | 10  | 7 | 3  | 23:11   | 4-е   |
| 1960 | 10  | 7 | 3  | 24:14   | 4-е   |
| 1962 | 11  | 5 | 6  | 23:19   | 6-е   |
| 1966 | 10  | 6 | 4  | 22:18   | 6-е   |
| 1970 | 11  | 7 | 4  | 24:21   | 5-е   |
| 1974 | 11  | 11 | 0  | 33:10   | 1-е   |
| 1978 | 9   | 5 | 4  | 18:16   | 8-е   |
| 1982 | 9   | 5 | 4  | 17:14   | 6-е   |
| 1986 | 8   | 4 | 4  | 15:12   | 9-е   |
| 1998 | 3   | 1 | 2  | 4:6     | 17-е  |
| 2002 | 6   | 4 | 2  | 15:10   | 9-е   |
| 2006 | 11  | 10 | 1  | 30:6    | 2-е   |
| 2010 | 5   | 3 | 2  | 9:9     | 13-е  |
| 2014 | 13  | 12 | 1  | 37:15   | 1-е   |
| 2018 | 12  | 9 | 3  | 32:14   | 1-е   |
| 2022 | 7   | 6 | 1  | 19:8    | 2-е   |
| Всего | 160 | 110 | 50 | 373:223 |       |

### Чемпионаты Европы
| \| Год \| И \| В \| П \| С/П \| Место \| \| ----- \| --- \| --- \| -- \| ------- \| ----- \| \| 1950 \| 5 \| 0 \| 5 \| 3:15 \| 6-е \| \| 1955 \| 9 \| 4 \| 5 \| 17:18 \| 6-е \| \| 1958 \| 11 \| 7 \| 4 \| 25:15 \| 6-е \| \| 1963 \| 9 \| 5 \| 4 \| 18:16 \| 6-е \| \| 1967 \| 10 \| 7 \| 3 \| 25:13 \| 3-е \| \| 1971 \| 8 \| 3 \| 5 \| 14:16 \| 6-е \| \| 1975 \| 7 \| 5 \| 2 \| 17:9 \| 2-е \| \| 1977 \| 7 \| 5 \| 2 \| 18:9 \| 2-е \| \| 1979 \| 7 \| 6 \| 1 \| 18:8 \| 2-е \| \| 1981 \| 7 \| 6 \| 1 \| 18:5 \| 2-е \| \| 1983 \| 7 \| 6 \| 1 \| 19:9 \| 2-е \| \| 1985 \| 7 \| 4 \| 3 \| 14:11 \| 4-е \| \| 1989 \| 7 \| 4 \| 3 \| 15:11 \| 7-е \| \| 1991 \| 7 \| 4 \| 3 \| 14:15 \| 7-е \| \| 1993 \| 7 \| 4 \| 3 \| 14:14 \| 7-е \| \| 1995 \| 7 \| 3 \| 4 \| 10:12 \| 6-е \| \| 2001 \| 7 \| 5 \| 2 \| 15:13 \| 5-е \| \| 2003 \| 7 \| 4 \| 3 \| 17:12 \| 5-е \| \| 2005 \| 5 \| 3 \| 2 \| 10:7 \| 5-е \| \| 2007 \| 6 \| 1 \| 5 \| 8:16 \| 11-е \| \| 2009 \| 8 \| 8 \| 0 \| 24:7 \| 1-е \| \| 2011 \| 7 \| 4 \| 3 \| 14:12 \| 3-е \| \| 2013 \| 4 \| 2 \| 2 \| 9:8 \| 9-е \| \| 2015 \| 4 \| 3 \| 1 \| 11:4 \| 5-е \| \| 2017 \| 4 \| 2 \| 2 \| 6:6 \| 10-е \| \| 2019 \| 9 \| 8 \| 1 \| 25:4 \| 3-е \| \| 2021 \| 9 \| 8 \| 1 \| 25:7 \| 3-е \| \| 2023 \| 9 \| 9 \| 0 \| 27:4 \| 1-е \| \| Всего \| 201 \| 129 \| 72 \| 450:296 \| \| |     | 1967: Здзислав Амброзяк, Хуберт Вагнер, Станислав Госьциняк, Станислав Здуньчик, Ромуальд Пашкевич, Войцех Рутковский, Рышард Сершульский, Тадеуш Сивек, Александр Скиба, Эдвард Скорек, Ежи Шимчик, Збигнев Ясюкевич. Главный тренер — Тадеуш Шлягор. · 1975: Рышард Босек, Томаш Вуйтович, Веслав Гавловский, Станислав Иваняк, Владислав Кустра, Лех Ласко, Збигнев Любеевский, Мирослав Рыбачевский, Влодзимеж Садальский, Влодзимеж Стефаньский, Веслав Чая, Збигнев Ясюкевич. Главный тренер — Хуберт Вагнер. · 1977: Бронислав Бебель, Рышард Босек, Томаш Вуйтович, Веслав Гавловский, Марек Карбаж, Владислав Кустра, Лешек Моленда, Влодзимеж Садальский, Влодзимеж Стефаньский, Марк Цяшкевич, Веслав Чая, Мацей Ярош. Главный тренер — Ежи Вельч. · 1979: Рышард Босек, Томаш Вуйтович, Веслав Гавловский, Войцех Джизга, Иренеуш Клос, Владислав Кустра, Лех Ласко, Роберт Малиновский, Лешек Моленда, Влодзимеж Налязек, Веслав Чая, Мацей Ярош. Главный тренер — Александр Скиба. · 1981: Войцех Джизга, Иренеуш Клос, Лех Ласко, Роберт Малиновский, Анджей Мартынюк, Влодзимеж Налязек, Иренеуш Налязек, Кшиштоф Ольшевский, Славомир Скуп, Марек Шидлик, Рышард Юрек, Мацей Ярош. Главный тренер — Александр Скиба. · 1983: Януш Войдыга, Томаш Вуйтович, Вацлав Голец, Войцех Джизга, Збигнев Зелиньский, Иренеуш Клос, Пётр Кочан, Лех Ласко, Анджей Мартынюк, Влодзимеж Налязек, Яцек Рыхлицкий, Кшиштоф Стефанович. Главный тренер — Хуберт Вагнер. · 2009: Збигнев Бартман, Михал Бонкевич, Павел Войцкий, Пётр Гацек, Марцел Громадовский, Пётр Грушка, Павел Загумный, Кшиштоф Игначак, Бартош Курек, Марцин Можджонек, Пётр Новаковский, Даниэль Плиньский, Михал Руцяк, Якуб Ярош. Главный тренер — Даниэль Кастельяни. · 2011: Пётр Грушка, Фабьян Джизга, Лукаш Жигадло, Павел Заторский, Кшиштоф Игначак, Кароль Клос, Гжегож Косок, Михал Кубяк, Бартош Курек, Матеуш Мика, Марцин Можджонек, Пётр Новаковский, Михал Руцяк, Якуб Ярош. Главный тренер — Андреа Анастази. · 2019: Матеуш Бенек, Дамьян Войташек, Фабьян Джизга, Павел Заторский, Кароль Клос, Марцин Коменда, Давид Конарский, Якуб Кохановский, Михал Кубяк, Вильфредо Леон, Мацей Музай, Пётр Новаковский, Александр Сливка, Артур Шальпук. Главный тренер — Витал Хейнен. · 2021: Матеуш Бенек, Дамьян Войташек, Фабьян Джизга, Павел Заторский, Лукаш Качмарек, Якуб Кохановский, Михал Кубяк, Бартош Курек, Вильфредо Леон, Гжегож Ломач, Пётр Новаковский, Камиль Семенюк, Александр Сливка, Томаш Форналь. Главный тренер — Витал Хейнен. · 2023: Бартош Беднож, Павел Заторский, Лукаш Качмарек, Кароль Клос, Якуб Кохановский, Бартош Курек, Вильфредо Леон, Гжегож Ломач, Якуб Попивчак, Александр Сливка, Камиль Семенюк, Томаш Форналь, Норберт Хубер, Марцин Януш. Главный тренер — Никола Грбич. · |    |         |       |
| Год | И   | В | П  | С/П     | Место |
| 1950 | 5   | 0 | 5  | 3:15    | 6-е   |
| 1955 | 9   | 4 | 5  | 17:18   | 6-е   |
| 1958 | 11  | 7 | 4  | 25:15   | 6-е   |
| 1963 | 9   | 5 | 4  | 18:16   | 6-е   |
| 1967 | 10  | 7 | 3  | 25:13   | 3-е   |
| 1971 | 8   | 3 | 5  | 14:16   | 6-е   |
| 1975 | 7   | 5 | 2  | 17:9    | 2-е   |
| 1977 | 7   | 5 | 2  | 18:9    | 2-е   |
| 1979 | 7   | 6 | 1  | 18:8    | 2-е   |
| 1981 | 7   | 6 | 1  | 18:5    | 2-е   |
| 1983 | 7   | 6 | 1  | 19:9    | 2-е   |
| 1985 | 7   | 4 | 3  | 14:11   | 4-е   |
| 1989 | 7   | 4 | 3  | 15:11   | 7-е   |
| 1991 | 7   | 4 | 3  | 14:15   | 7-е   |
| 1993 | 7   | 4 | 3  | 14:14   | 7-е   |
| 1995 | 7   | 3 | 4  | 10:12   | 6-е   |
| 2001 | 7   | 5 | 2  | 15:13   | 5-е   |
| 2003 | 7   | 4 | 3  | 17:12   | 5-е   |
| 2005 | 5   | 3 | 2  | 10:7    | 5-е   |
| 2007 | 6   | 1 | 5  | 8:16    | 11-е  |
| 2009 | 8   | 8 | 0  | 24:7    | 1-е   |
| 2011 | 7   | 4 | 3  | 14:12   | 3-е   |
| 2013 | 4   | 2 | 2  | 9:8     | 9-е   |
| 2015 | 4   | 3 | 1  | 11:4    | 5-е   |
| 2017 | 4   | 2 | 2  | 6:6     | 10-е  |
| 2019 | 9   | 8 | 1  | 25:4    | 3-е   |
| 2021 | 9   | 8 | 1  | 25:7    | 3-е   |
| 2023 | 9   | 9 | 0  | 27:4    | 1-е   |
| Всего | 201 | 129 | 72 | 450:296 |       |

### Мировая лигаиЛига наций

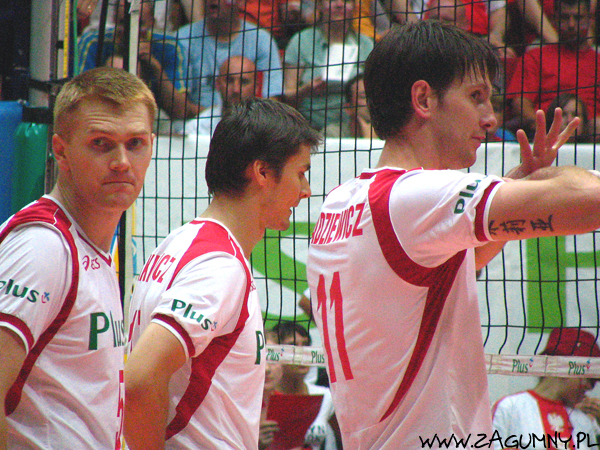
Павел Загумный, Михал Бонкевич и Лукаш Кадзевич

| Мировая лига: - 1998 — 10-е место - 1999 — 8-е место - 2000 — 8-е место - 2001 — 7-е место - 2002 — 5-е место - 2003 — 9-е место - 2004 — 7-е место - 2005 — 4-е место - 2006 — 7-е место - 2007 — 4-е место | - 2008 — 5-е место - 2009 — 11-е место - 2010 — 10-е место - 2011 — 3-е место - 2012 — 1-е место - 2013 — 11-е место - 2014 — 7-е место - 2015 — 4-е место - 2016 — 5-е место - 2017 — 8-е место | Лига наций: - 2018 — 5-е место - 2019 — 3-е место - 2021 — 2-е место - 2022 — 3-е место - 2023 — 1-е место - 2024 — 3-е место |

### Игры доброй воли
- 1986 — 7-е место

### Кубок мира
- 1965 — 2-е место
- 1969 — 8-е место
- 1977 — 4-е место
- 1981 — 4-е место
- 2011 — 2-е место
- 2015 — 3-е место
- 2019 — 2-е место

### Всемирный Кубок чемпионов
- 2009 — 2-е место

### Мемориал Хуберта Вагнера
- 1-е место — 2006, 2008, 2009, 2012, 2013, 2015, 2017, 2018, 2021, 2022
- 2-е место — 2003, 2004, 2005, 2014, 2019
- 3-е место — 2007, 2010, 2016, 2023
- 4-е место — 2011

## Тренеры

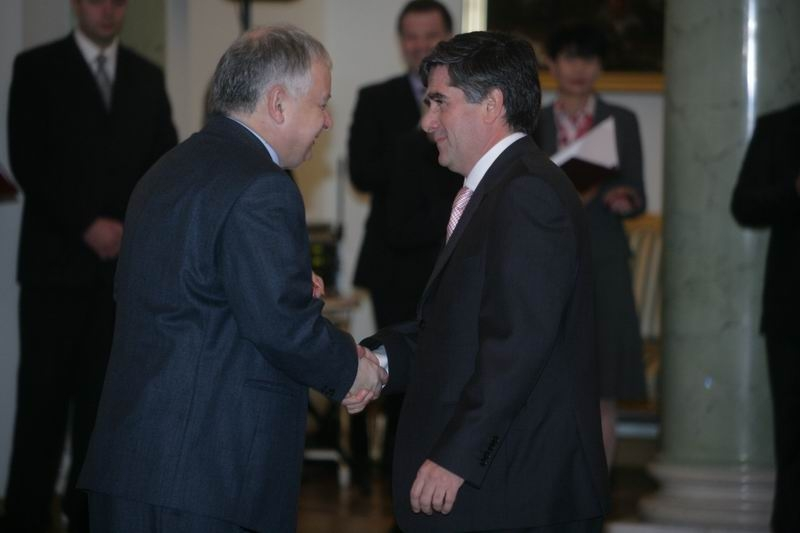
Рауль Лосано (справа) и президент Польши Лех Качиньский

| - 1948—1949 — Ромуальд Виршилло - 1949—1952 — Зигмунт Краус - 1952—1953 — Веслав Пётровский - 1953—1954 — Зигмунт Краус - 1954—1956 — Леонард Михневский - 1956—1958 — Яцек Буш - 1958—1959 — Юзев Сливка - 1959—1964 — Гвидон Гроховский - 1964—1966 — Зигмунт Краус - 1966—1973 — Тадеуш Шлягор - 1973—1976 — Хуберт Вагнер - 1976—1979 — Ежи Вельч - 1979—1983 — Александр Скиба - 1983—1986 — Хуберт Вагнер - 1986—1988 — Станислав Госьциняк - 1988—1990 — Лешек Милевский |  | - 1990—1992 — Эдвард Скорек - 1992—1993 — Збигнев Зажицкий - 1993—1994 — Рышард Крук - 1994—1996 — Виктор Кребок - 1996—1998 — Хуберт Вагнер - 1998—2000 — Иренеуш Мазур - 2000—2001 — Рышард Босек - 2001—2003 — Вальдемар Вспанялый - 2003—2004 — Станислав Госьциняк - 2005—2008 — Рауль Лосано (Аргентина) - 2009—2010 — Даниэль Кастельяни (Аргентина) - 2011—2013 — Андреа Анастази (Италия) - 2013—2016 — Стефан Антига (Франция) - 2017 — Фердинандо де Джорджи (Италия) - 2018—2021 — Витал Хейнен (Бельгия) - С 2022 — Никола Грбич (Сербия) |

## Лидеры по количеству матчей

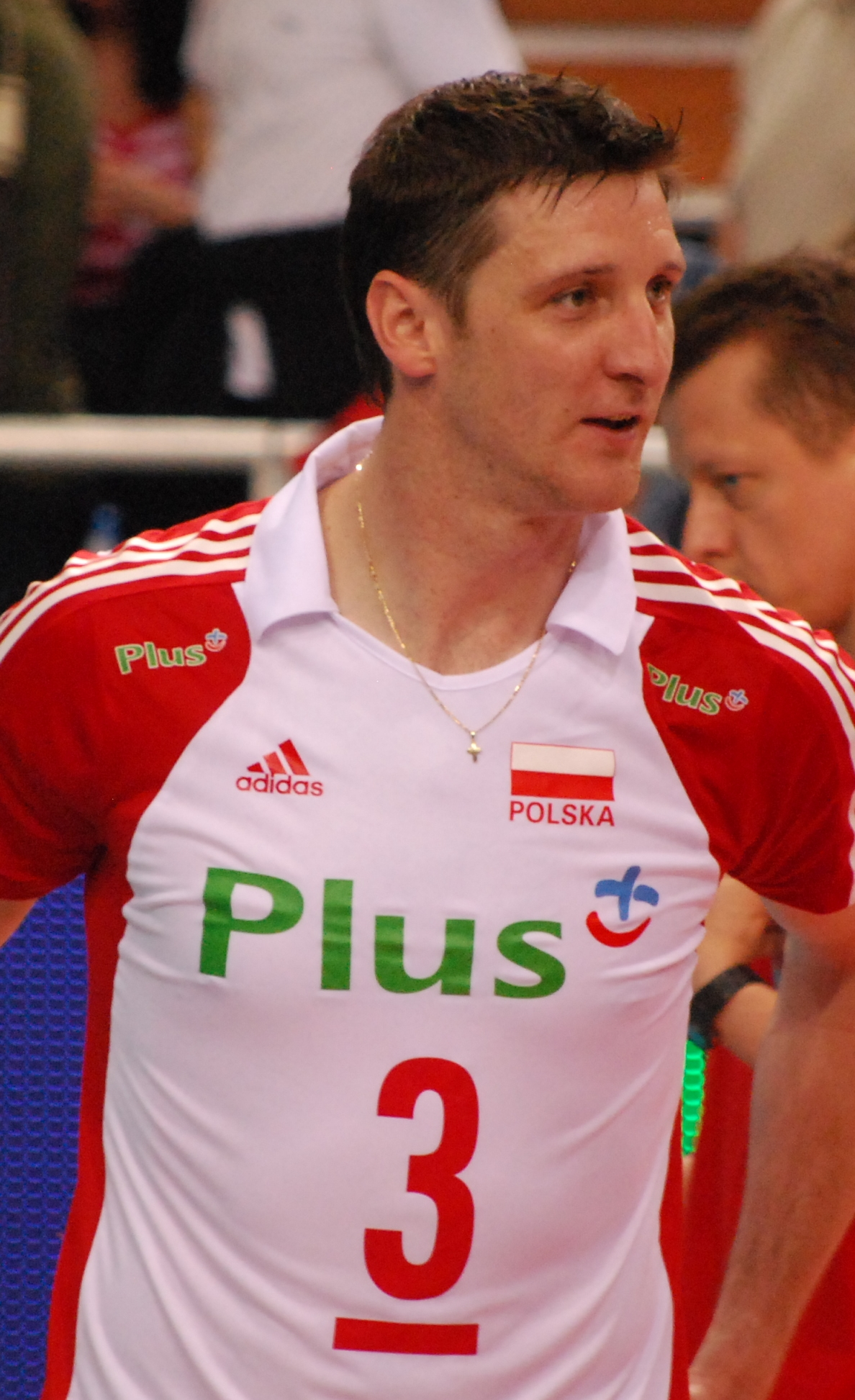
Пётр Грушка

По состоянию на 5 июня 2017 года
| Игрок                 | Годы в сборной | Матчи |
| --------------------- | -------------- | ----- |
| Пётр Грушка           | 1995—2011      | 450   |
| Павел Загумный        | 1996—2014      | 427   |
| Веслав Гавловский     | 1969—1980      | 366   |
| Рышард Босек          | 1969—1986      | 359   |
| Иренеуш Клос          | 1978—1987      | 337   |
| Томаш Вуйтович        | 1973—1984      | 325   |
| Себастьян Свидерский  | 1996—2011      | 322   |
| Кшиштоф Игначак       | 1998—2017      | 322   |
| Анджей Стельмах       | 1990—2005      | 306   |
| Войцех Джизга         | 1978—1985      | 291   |
| Войцех Рутковский     | 1955—1968      | 290   |
| Эдвард Скорек         | 1964—1976      | 284   |
| Влодзимеж Налязек     | 1978—1985      | 278   |
| Давид Мурек           | 1996—2008      | 277   |
| Кшиштоф Стельмах      | 1988—1999      | 274   |
| Влодзимеж Стефаньский | 1969—1980      | 267   |
| Бартош Курек          | с 2007 года    | 263   |

| Игрок               | Годы в сборной | Матчи |
| ------------------- | -------------- | ----- |
| Лех Ласко           | 1975—1984      | 261   |
| Витольд Роман       | 1987—1997      | 259   |
| Лешек Урбанович     | 1985—1996      | 252   |
| Вацлав Голец        | 1983—1991      | 250   |
| Лукаш Жигадло       | 1998—2014      | 247   |
| Тадеуш Сивек        | 1958—1968      | 243   |
| Збигнев Зелиньский  | 1983—1990      | 242   |
| Марцин Можджонек    | 2007—2016      | 242   |
| Анджей Мартынюк     | 1979—1987      | 240   |
| Михал Винярский     | 2004—2014      | 240   |
| Марцин Новак        | 1994—2004      | 230   |
| Пётр Новаковский    | 2008—2022      | 230   |
| Рышард Сершульский  | 1957—1967      | 226   |
| Здзислав Амброзяк   | 1963—1972      | 220   |
| Станислав Госьциняк | 1965—1974      | 218   |
| Марек Карбаж        | 1969—1979      | 218   |

## Состав команды
Состав сборной Польши на Олимпийских играх-2024
| №                                      | Имя                           | Дата рождения             | Рост      | Клуб-2023/24          |
| Связующие                              | Связующие                     | Связующие                 | Связующие | Связующие             |
| -------------------------------------- | ----------------------------- | ------------------------- | --------- | --------------------- |
| 12                                     | Гжегож Ломач                  | 1 октября 1987 (37 лет)   | 187       | «Скра»                |
| 19                                     | Марцин Януш                   | 31 июля 1994 (30 лет)     | 195       | ЗАКСА                 |
| Диагональные                           |                               |                           |           |                       |
| 5                                      | Лукаш Качмарек                | 29 июня 1994 (31 год)     | 204       | ЗАКСА                 |
| 6                                      | Бартош Курек                  | 29 августа 1988 (36 лет)  | 205       | «Нагоя Вулф Догз»     |
| 30                                     | Бартломей Болондзь (запасной) | 28 сентября 1994 (30 лет) | 203       | «Проект»              |
| Доигровщики                            |                               |                           |           |                       |
| 9                                      | Вильфредо Леон                | 31 июля 1993 (31 год)     | 201       | «Перуджа»             |
| 11                                     | Александр Сливка              | 24 мая 1995 (30 лет)      | 196       | ЗАКСА                 |
| 16                                     | Камиль Семенюк                | 16 июля 1996 (29 лет)     | 194       | «Перуджа»             |
| 21                                     | Томаш Форналь                 | 31 августа 1997 (27 лет)  | 200       | «Ястшембский Венгель» |
| Центральные блокирующие                |                               |                           |           |                       |
| 15                                     | Якуб Кохановский              | 17 июля 1997 (28 лет)     | 199       | «Ресовия»             |
| 20                                     | Матеуш Бенек                  | 5 апреля 1994 (31 год)    | 208       | «Варта»               |
| 99                                     | Норберт Хубер                 | 14 августа 1998 (26 лет)  | 207       | «Ястшембский Венгель» |
| Либеро                                 |                               |                           |           |                       |
| 17                                     | Павел Заторский               | 21 июня 1990 (35 лет)     | 184       | «Ресовия»             |
| Главный тренер — Никола Грбич (Сербия) |                               |                           |           |                       |